# Goednes
Goednes là một chi bướm đêm thuộc họ Erebidae.